# Mason (Texas)
Mason es una ciudad ubicada en el condado de Mason en el estado estadounidense de Texas. En el Censo de 2010 tenía una población de 2.114 habitantes y una densidad poblacional de 221,44 personas por km².

## Geografía
Mason se encuentra ubicada en las coordenadas 30°44′52″N 99°13′43″O / 30.74778, -99.22861. Según la Oficina del Censo de los Estados Unidos, Mason tiene una superficie total de 9.55 km², de la cual 9.46 km² corresponden a tierra firme y (0.9%) 0.09 km² es agua.

## Demografía
Según el censo de 2010, había 2.114 personas residiendo en Mason. La densidad de población era de 221,44 hab./km². De los 2.114 habitantes, Mason estaba compuesto por el 90.11% blancos, el 0.61% eran afroamericanos, el 0.33% eran amerindios, el 0.19% eran asiáticos, el 0% eran isleños del Pacífico, el 7.28% eran de otras razas y el 1.47% pertenecían a dos o más razas. Del total de la población el 33.02% eran hispanos o latinos de cualquier raza.